# Campeonato Europeo de Judo de 1955
El IV Campeonato Europeo de Judo se celebró en París (Francia) el 4 de diciembre de 1955 bajo la organización de la Unión Europea de Judo (EJU) y la Federación Francesa de Judo.

## Medallistas

### Masculino
| Evento            | Oro                          | Plata                        | Bronce                                                    |
| ----------------- | ---------------------------- | ---------------------------- | --------------------------------------------------------- |
| 1.er dan          | André Colonges Francia       | Dominique Demartre Francia   | Willem Dadema · Países Bajos · Jan de Waal · Países Bajos |
| 2º dan            | Daniel Outelet · Bélgica     | Douglas Young Reino Unido    | Alexandr Adamec Checoslovaquia Tony Mack Reino Unido      |
| 3.er dan          | Anton Geesink · Países Bajos | Henri Courtine Francia       | André Colonges Francia Alfred Tompich Checoslovaquia      |
| 4º dan            | Jean de Herdt Francia        | Robert Sauvenière Francia    | —                                                         |
| Categoría abierta | Bernard Pariset Francia      | Anton Geesink · Países Bajos | Heinrich Metzler · RFA · Pierre de Rouck · Bélgica        |

## Medallero
| Núm. | País           | Oro | Plata | Bronce | Total |
| ---- | -------------- | --- | ----- | ------ | ----- |
| 1    | Francia        | 3   | 3     | 1      | 7     |
| 2    | Países Bajos   | 1   | 1     | 2      | 4     |
| 3    | Bélgica        | 1   | 0     | 1      | 2     |
| 4    | Reino Unido    | 0   | 1     | 1      | 2     |
| 5    | Checoslovaquia | 0   | 0     | 2      | 2     |
| 6    | RFA            | 0   | 0     | 1      | 1     |
|      | TOTAL          | 5   | 5     | 8      | 18    |